# グレッグ・ハルフォード
グレッグ・ハルフォード（Greg Halford、1984年12月8日 - ）は、イングランド・チェルムスフォード出身のプロサッカー選手。ポジションはDF。

## 経歴
2001年、出身地にほど近いコルチェスター・ユナイテッドFCのアカデミーに入団。2003年4月21日のルートン・タウンFC戦でトップチームデビュー。2005-06シーズンはリーグ1を2位で終え、チャンピオンシップ昇格を達成。自身もリーグの年間ベストイレブンに選ばれた。
2007年1月30日、プレミアリーグのレディングFCに移籍。移籍金は推定225万ポンド。3月17日のポーツマスFC戦でプレミアリーグ初出場。

## 代表歴
世代別のイングランド代表歴があり、2005年にはトゥーロン国際大会に参加した。

## 所属クラブ
ユース
- コルチェスター・ユナイテッドFC 2001-2002

プロ
- コルチェスター・ユナイテッドFC 2002-2007
- レディングFC 2007
- サンダーランドAFC 2007-2009

→ チャールトン・アスレティックFC 2008 (loan)
→ シェフィールド・ユナイテッドFC 2008-2009 (loan)
- ウルヴァーハンプトン・ワンダラーズFC 2009-2011

→ ポーツマスFC 2010-2011 (loan)
- ポーツマスFC 2011-2012
- ノッティンガム・フォレストFC 2012-2015

→ ブライトン・アンド・ホーヴ・アルビオンFC 2014-2015 (loan)
- ロザラム・ユナイテッドFC 2015-2017

→ バーミンガム・シティFC 2015-2016 (loan)
- カーディフ・シティFC 2017-2018
- アバディーンFC 2019
- サウスエンド・ユナイテッドFC 2020-

## タイトル
- フットボールリーグ1年間ベストイレブン: 2005–06